# 雙帶兵鯰
雙帶兵鯰（学名：Corydoras bifasciatus）為輻鰭魚綱鯰形目美鯰科的其中一種熱帶淡水魚。其种加词“bifasciatus”意为“双带的”。分布於南美洲亞馬遜河下游流域，體長可達5.2公分，棲息在底層水域，生活習性不明，可作為觀賞魚。